# Jonas Lie (político)
Jonas Lie (31 de diciembre de 1899 – 11 de mayo de 1945) fue consejero estatal noruego durante el gobierno de Nasjonal Samling, al mando de Vidkun Quisling en 1940, luego consejero suplente de estado (1940–1941), y Ministro de Policía entre 1941 y 1945 en la Ocupación nazi de Noruega. Lie era el nieto del novelista Jonas Lie e hijo del escritor Erik Lie.

## Primeros años
Criado en una familia con lazos cercanos a Alemania, Lie era corresponsal de guerra en el Frente Occidental y el Frente Oriental durante la Primera Guerra Mundial.  Fue un exitoso oficial de policía en los años treinta.  Fue el oficial encargado de llevar a León Trotski a un carguero de Noruega hasta México. Sus convicciones políticas pueden haber sido influenciadas por su tío Nils Kjær, quién era un feroz antisemita.

## Fascismo
Es también posible que Lie fue influenciado por Heinrich Himmler ya en 1935; en cualquier acontecimiento,  mantuvieron una relación personal cercana durante todo el período nazi. Lie se convirtió en rival de Vidkun Quisling durante la ocupación de Noruega.
A pesar de su tardía postura colaboracionista, Lie participó en la Campaña de Noruega después de la Operación Weserübung, combatiendo en Folldal. Después de sufrir un daño en su pie, Lie fue capturado por los alemanes y prisionero por un corto tiempo.
Jonas Lie se convirtió en uno de los primeros voluntarios noruegos de las SS ejerciendo por un breve periodo durante el Frente de los Balcanes de 1940, como corresponsal de guerra en la 1.ª División Leibstandarte SS Adolf Hitler, junto con el ministro de Justicia Sverre Riisnæs. Más tarde dirigió la 1.ª Compañía de Policía de la Legión noruega de las Waffen-SS en el Sitio de Leningrado (1942–1943).
Fue también dirigente oficial del Germánicos-SS en Noruega. Esta organización, inicialmente conocida como las Norges SS (fundado en 1941) y la Germanske SS Norge (refundado en 1942) era un equivalente noruego al alemán Allgemeine-SS.
A finales de 1944, después de la presión de Josef Terboven, Quisling nombró a Lie y a Johan Andreas Lippestad como 1.º y 2.os Gobernadores del Condado de Finnmark en el extremo norte de Noruega. Lie, Lippestand y otros fueron a Kirkenes a mediados de octubre de 1944 para evacuar la población civil en orden de asistir a los planes alemanes de la estrategia tierra quemada en frente de las fuerzas soviéticas, quienes estuvieron a punto de expulsar a los alemanes de Noruega.
Falleció en Skallum el 11 de mayo de 1945, justo antes de ser arrestado. La causa de muerte es desconocida, ya que la autopsia fue incapaz de encontrar cualquier evidencia de suicidio. Fue ampliamente aceptada la teoría de una combinación de tensión, exceso de consumo de alcohol y carencia de sueño fueron las causas de su muerte. Es también un hecho que tenía problemas cardíacos, era un fumador empedernido y tuvo muchos otros problemas de salud.

## Escritos
En la tradición de su padre y abuelo, Jonas Lie era también un escritor en su propio derecho. Durante los años treinta,  produjo varias novelas políciacas populares bajo el seudónimo de Max Mauser.  En 1942, él también publicó Over Balkans syv blåner, una cuenta de su servicio con el Leibstandarte Adolf Hitler en los Balcanes.